# Sculptolumina serotina
Sculptolumina serotina är en lavart som först beskrevs av Gustaf Malme och  som fick sitt nu gällande namn av Bernhard Marbach 2000. 
Sculptolumina serotina ingår i släktet Sculptolumina och familjen Caliciaceae. Inga underarter finns listade i Catalogue of Life.